# Todendorf
Todendorf er en by og kommune i det nordlige Tyskland, beliggende i Amt Bargteheide-Land under Kreis Stormarn. Kreis Stormarn ligger i den sydøstlige del af delstaten Slesvig-Holsten.

## Geografi
Todendorf ligger fem kilometer nordøst for Ahrensburg og 25 km nordøst for Hamborg. Motorvejen A1 og Bundesstraße 404 løber gennem kommunen. Vandløbet Gölmbach løber gennem kommunen, og dele af statsskovene Reinfeld og Trittau, samt skovene Wälder Buchenwald og Ochsenkoppel, samt mosen Gölmer Moor ligger i kommunen Todendorf.